# Ретселя
Ре́тселя (фин. Rötsälä) — деревня в Виллозском городском поселении Ломоносовского района Ленинградской области.

## История
Деревня являлась вотчиной императрицы Марии Фёдоровны, из которой в 1806—1807 годах были выставлены ратники Императорского батальона милиции.
На «Топографической карте окрестностей Санкт-Петербурга» Военно-топографического депо Главного штаба 1817 года упомянута деревня Рюцеля, состоящая из 7 крестьянских дворов и дома пономаря, как часть большой деревни Токотила, включающей в себя ещё и деревню Мюра.
На карте Санкт-Петербургской губернии Ф. Ф. Шуберта 1834 года обозначена деревня Тякотеля Речилева и смежно с ней деревня Текотела (Мюрино).

ТЯКОТЕЛЯ — деревня принадлежит ведомству Красносельской удельной конторы, число жителей по ревизии: 45 м. п., 48 ж. п. (1838 год)

На карте профессора С. С. Куторги 1852 года деревня не отмечена.

ТЕКОТЕЛЯ — деревня Красносельского удельного имения, по почтовому тракту, число дворов — 8, число душ — 18 м. п. (1856 год)

Согласно «Топографической карте частей Санкт-Петербургской и Выборгской губерний» 1860 года деревня Ретселя насчитывала 8 дворов.

ТЕКОТЕЛЯ РЕДЦЕЛЯ — деревня удельная при Кирхгофской высоте, число дворов — 10, число жителей: 29 м. п., 27 ж. п.. (1862 год)

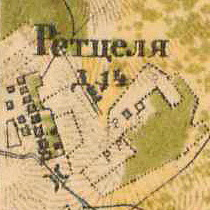
Деревня Ретселя на карте 1885 года

В 1885 году деревня Ретцеля насчитывала 14 дворов.
В конце XIX — начале XX века деревня административно относилась к Дудергофской волости 3-го стана Царскосельского уезда Санкт-Петербургской губернии. По приходским данным население деревни было исключительно финским.
По данным «Памятной книжки Санкт-Петербургской губернии» за 1905 год деревня называлась Текотеля.
К 1913 году количество дворов в деревне Ретцеля не изменилось.
С 1917 по 1923 год деревня Ретселя входила в состав Нурколовского сельсовета Дудергофской волости Детскосельского уезда.
С 1923 года в составе Красносельской волости Троцкого уезда.
Согласно данным переписи населения СССР 1926 года в деревне Ретсяля проживал 101 человек — все финны.
С 1927 года в составе Урицкого района.
С 1928 года в составе Дудергофского сельсовета. В 1928 году население деревни Ретселя также составляло 101 человек.
С 1930 года в составе Ленинградского Пригородного района.
По данным 1933 года деревня Ретселя входила в состав Дудергофского финского национального сельсовета Ленинградского Пригородного района.
С 1936 года в составе Красносельского района.

План деревни Ретселя. 1939 год

С 1939 года в составе Горского сельсовета. Согласно топографической карте 1939 года деревня называлась Ретцеля и насчитывала 24 двора.
С 1 августа 1941 года по 31 декабря 1943 года деревня находилась в оккупации.
С 1955 года в составе Ломоносовского района.
С 1963 года в составе Гатчинского района.
С 1965 года вновь в составе Ломоносовского района. В 1965 году население деревни Ретселя составляло 95 человек.
По данным 1966, 1973 и 1990 годов деревня Ретселя также входила в состав Горского сельсовета.
В 1997 году в деревне Ретселя Горской волости проживали 30 человек, в 2002 году — 197 человек (русские — 88 %), в 2007 году — 199.

## География
Деревня расположена в юго-восточной части района на автодороге 41К-637 (подъезд к дер. Ретселя), к востоку от административного центра поселения деревни Виллози и к югу от горы Кирхгоф.
Расстояние до административного центра поселения — 5 км.
Расстояние до ближайшей железнодорожной станции Дудергоф — 3 км.

## Демография
| 1862 | 2002 | 2007 | 2010 | 2017 |
| ---- | ---- | ---- | ---- | ---- |
| 56   | ↗197 | ↗199 | ↗220 | ↘191 |

## Фото

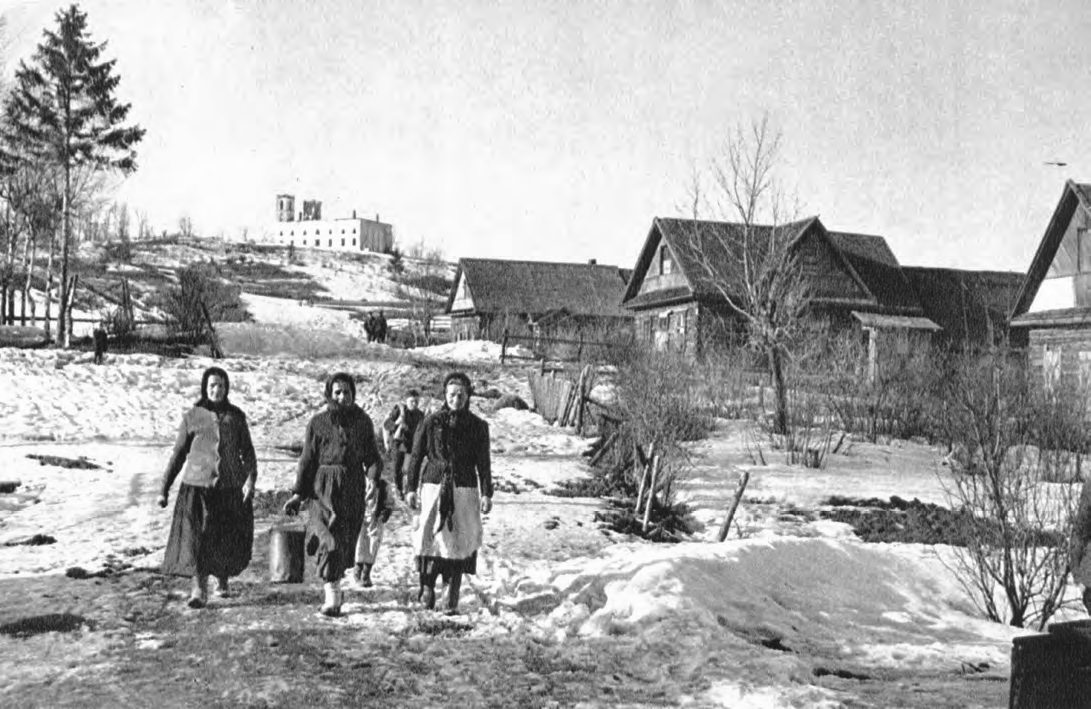
Деревня Ретселя. 1943 год